# 노스위치 빅토리아 FC
노스위치 빅토리아 FC(영어: Northwich Victoria Football Club)는 프리미어 디비전 에서 경쟁하는 체셔주의 노스위치에 연고를 둔 세미프로 축구 클럽이다. 인근 라이벌인 위톤 알비온과 경기장 공유를 하여 위컴 파크에서 홈 경기를 치른다. 1875년에서 2002년 사이에 같은 드릴 필드 경기장에서 뛰었는데, 철거 당시에는 축구가 계속해서 진행된 세계에서 가장 오래된 경기장으로 여겨졌다. 2005년에서 2011년 사이에는 빅토리아 스타디움에서 뛰었고, 그 이후로 인근 클럽과 함께 운동장을 공유해야 했다.
최초의 클럽은 1874년에 설립되었으며 당시 통치하던 군주인 빅토리아 여왕의 이름을 따서 명명되었다. 클럽은 대회 역사상 처음으로 6번의 체셔 시니어 컵 결승전에서 우승했었다. 이 클럽은 1890년 2월에 하트포드 및 데이븐햄 유나이티드 와 함께 해체되고 합병되었으며, 신생 클럽은 이전 노스위치 빅토리아 이름을 사용했다. 이 신생 클럽은 1890년에 'The combination'을 설립하는 데 도움이 되었으며, 2년 후 풋볼 리그 2부의 창립 멤버로 초대되었다. 잉글리시 풋볼 리그에서 두 시즌을 보낸 후, 그들은 콤비네이션으로 돌아와 1989년부터 1900년까지 체셔 리그에서 시즌을 보냈다. 노스위치는 1900년부터 1912년까지 맨체스터 리그에서 경쟁하며 1902–03 시즌에 우승을 차지했다.
노스위치 빅토리아는 1919년에 체셔 카운티 리그의 창립 멤버가 되었으며 1956-57 시즌에 처음이자, 유일한 대회에서 우승했었다. 1968년에는 노던 프리미어리그를, 1979년에는 내셔널리그 (잉글랜드)를 공동 창립했다. 노스위치는 1984년 에 FA 트로피류 획득했으며, 1982년에는 준우승을, 1996년에는 우승을 기록했다. 2005년에 강등된 이후 2005–06 시즌이 끝날 때 내셔널리그 노스 타이틀을 획득했지만, 클럽은 2012년까지 4년 동안 3번의 강등을 겪었고 2017년에는 영국 축구의 9부 리그로 강등되었다. 2017년 6월, 클럽은 서포터즈에 의해 인수되었다.

## 역사

### 초기 역사와 합병

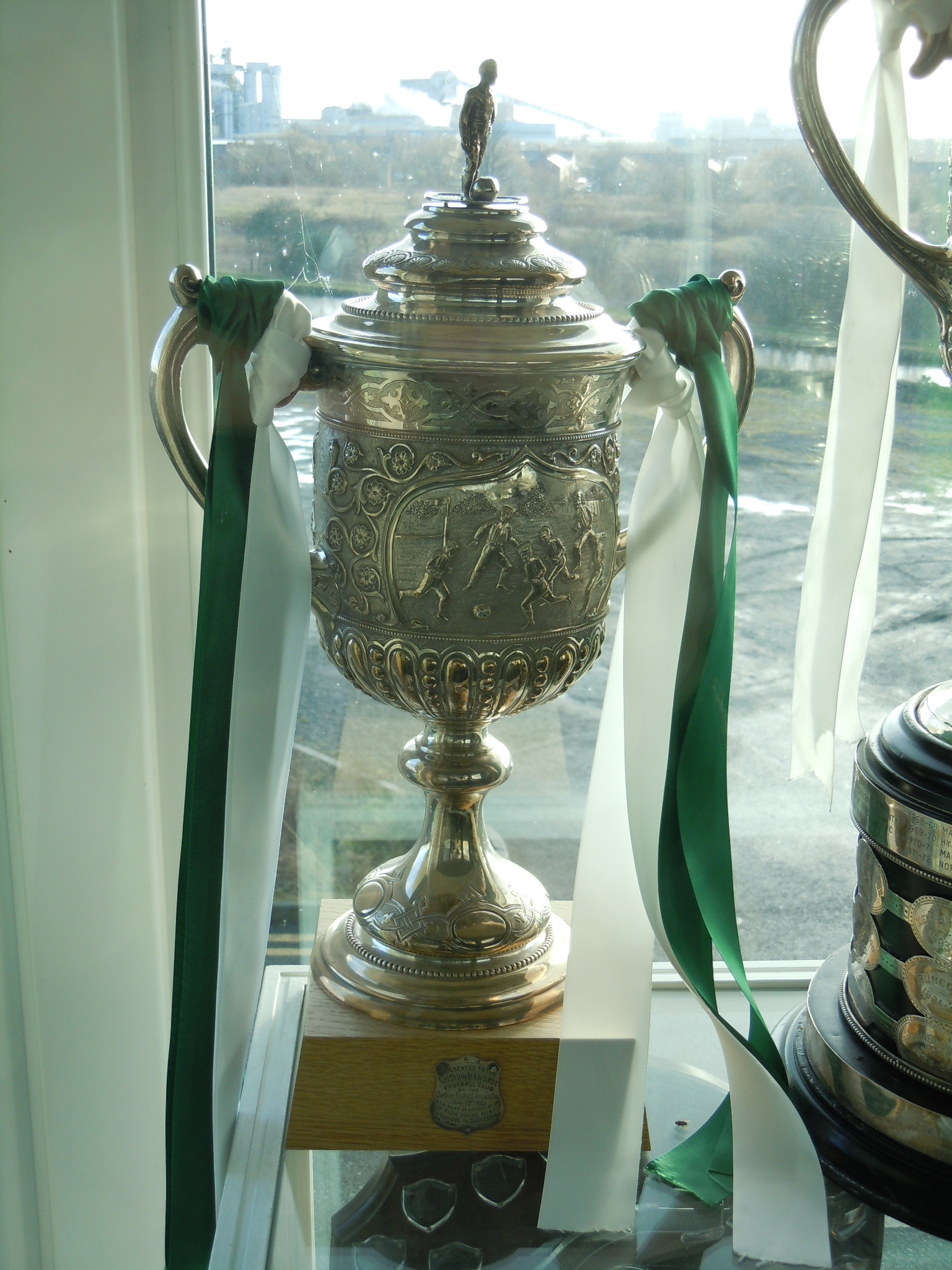
최초의 체셔 시니어 컵은 6시즌 연속 대회에서 성공을 거둔 후 1885년 노스위치 빅토리아에게 수여되었다.

해당 구단의 창립에 대해 일반적으로 인정되는 해는 Charles James Hughes와 제임스 헤이워스가 있던 1874년이다. 그러나 클럽 역사가 켄 에드워드의 저서 A Team for All Seasons 에 따르면 구단의 조직 자체는 1870년대 초에 존재했을 수도 있다. 클럽이 처음 대회에 참가한 것은 1877년 웨일스 컵 이었다. 대회에서 1881–82 및 1888–89 시즌에 클럽이 결승에 진출했다. 1882년 결승전에 진출한 최초의 잉글랜드 클럽이었다. 1880년에 클럽은 새로운 체셔 시니어 컵의 첫 대회에 참가했고 하트포드 세인트 존스를 제치고 컵의 첫 우승자가 되었다. 총 5 시즌 동안 컵 우승을 차지했으며, 이후에는 베컨헤드에게 패하며 준우승을 기록하기도 하는 등의 컵 대회에서의 좋은 모습은 이어져 갔다.
1890년에 노스위치의 첫 번째 리그인 'The Combination'의 두 번째 창립 멤버가 되었다. 리그 두 번째 시즌에서는 준우승으로 시즌을 마쳤었다. 이후 클럽은 투표를 통해서 또한 하트포드와 대번햄 유나이티드와 합병을 통해 새롭게 창단되었다. 회의에서 클럽의 노스위치 빅토리아라는 이름을 사용하기로 합의했지만 원래 클럽은 해체되었고 클럽이 우승했던 체세 챌린지 컵 또한 이제는 도시의 브루너 공공 도서관에서만 그 흔적을 찾을 수 있게 되었다.

### 프로축구와 풋볼 리그

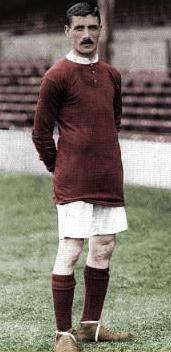
위에서 맨체스터 유나이티드의 유니폼을 입고 있는 빌리 메러더스는 초기 풋볼 리그 시절에 노스위치에서 뛰었었다.

1892년 노스위치가 풋볼 리그 2부의 창립 멤버 중 하나가 되면서 구단의 큰 도약이 이루어졌다. 리그 첫 시즌에 노스위치는 클럽 역사상 가장 높은 순위인 7위를 기록했다. 시즌 후반기에 노스위치는 최초의 축구 슈퍼스타로 널리 알려진 웨일스 인터내셔널의 빌리 메러더스를 영입하는데 성공한다. 노스위치에서 그는 맨체스터 시티에서 같이 뛰었던 팻 피너한과 팀을 이루면서 좋은 활약들을 이어갔다. 노스위치는 1893–94라는 시즌 동안 프로 팀으로 남으며 뉴캐슬 유나이티드를 메러디스가 드릴필드에서 해트트릭을 기록하여며  5–3으로 승리를 거두었다. 또 다른 주목할만한 결과는 드릴 필드에서 울위치 아스닐 (현재의 아스널 FC)을 2-2 무승부를 기록했다는 것이다. 그러나 리그 최하위로 시즌을 마치자 클럽 이사회는 시즌이 끝날 때 풋볼 리그 재선에 지원하지 않기로 결정했다. 재정적 지원의 부족은 구단의 운영에 큰 타격을 주었고, 첫 리그와 이전 리그인 The Combination에서 아마추어 지역 축구로 1989 시즌 이후 다시 돌아가기로 결정했다.
1898년에 노스위치는 새로 결성된 체셔 리그의 소속이 되었으며, 두 시즌 동안 첫 시즌에 8위를 기록하고 다음 시즌에는 퍼스트 디비전에서 준우승을 차지했다.
금세기 중반까지 노스위치는 빨간색과 파란색 가로 줄무늬를 사용했다. 그러나 오늘날에는 녹색과 흰색을 사용한다.
수익 증가의 기회로 클럽은 준우승을 마친 1900–01 시즌 이후 맨체스터 리그에 합류하게 된다. 리그 우승을 차지한 1902–03 시즌에 두 시즌 만에 실버웨어를 얻게 되었고 당시 2위였데 뉴턴 히스 애슬레틱보다 승점 9점을 더 기록했다.
그들은 1912-13 시즌에 맨체스터 리그를 떠나 랭커셔 콤비네이션의 두 번째 리그 멤버가 되었다. 첫 시즌을 4위를 마친 후 1부로의 승격을 기대하게 되었다.
1919년에 클럽은 체셔 카운티의 위치에 더 체셔 카운티 리그의 창립 멤버가 되었다. 노스위치는 1956-57 시즌에 리그에서 1회의 우승을 기록했다. 1967-68 시즌까지 리그에 소속되어 있었다.

### 전후
1968년에 노스위치는 체셔 카운티 리그를 떠나 새로 만들어진 노던 프리미어리그의 창립 멤버가 된 여러 멤버 중 하나였다. 일반적으로 중간 리그 중간 순위나, 상위 순위로 마무리된 시즌은 노스위치가 리그 우승에 가장 근접했던1976-77 시즌이었다. 같은 시즌에 노스위치는 현대 FA 컵에서 최고의 성적을 거두며 4라운드에 진출했다( FA 컵 역사 참조).
1979년에 노스위치는 내셔널리그가 결성되었을 때 또 다른 리그의 창립 멤버였다. 1980-81년에 노스위치는 리그에서 가장 높은 순위인 4위를 기록했다. 2004–05 시즌에 강등되었을 때 리그에 마지막으로 존재했던 팀이였다.
클럽은 1982-83 시즌에 FA 트로피 결승에 진출했지만 텔퍼드 유나이티드 에게 2-1로 패했다. 그러나 클럽은 1983-84 시즌에 동일한 대회에서 뱅고어 시티를 2-1로 꺾고 준우승을 획득했으며, 빅토리아 경기장에서 열린 결승전 리플레이에서 FA 트로피를 획득했다. 웸블리 스타디움에서 열린 첫 경기는 1-1 무승부였다.
1986년 12월 10일, 노스위치는 GM 복홀스 컨퍼런스와 경기할 예정이었지만 팀원들의 부상과 독감으로 경기 연기를 신청했지만 받아드려지지 않았고 스튜어트 피어슨 감독은 단 8명의 건강한 선수들로만 경기를 시작할 계획이었다. 이 소식을 들은 클럽 회장 데릭 너탈(Derek Nuttall)은 킥오프 1시간 전에 클럽에 들어와서 게임을 원하는 사람이 있는지 물었보기도 하였다.  적시에 등록 절차가 완료되었고 경기(나중에 "파이와 파인트 경기"로 불림)가 진행되었디. 해당 경기는 1-1 무승부를 기록했다.

## 역대 감독
| 감독          | 임기 |
| ------------- | ---- |
| 새미 매킬로이 | 2011 |